# Арылах (Жарханский наслег)
Арыла́х (Жарха́н) (якут. Арыылаах (Дьаархан)) — село в Сунтарском улусе Республики Саха (Якутия) России. Административный центр и единственный населённый пункт Жарханского наслега.

## География
Село находится в юго-западной части Якутии, в левобережной части долины реки Вилюй, на северном берегу озера Ойбон-Кюёль, на расстоянии примерно 54 км (по прямой) к северо-западу от села Сунтар, административного центра улуса. Абсолютная высота — 216 м над уровнем моря.
Климат
Климат характеризуется как резко континентальный. Средняя температура воздуха самого тёплого месяца (июля) составляет 17-18 °C; самого холодного (января) — −34 − −50 °C. Среднегодовое количество атмосферных осадков составляет 250—300 мм.
Часовой пояс
Село Арылах находится в часовой зоне МСК+6. Смещение применяемого времени относительно UTC составляет +9:00.

## Население
| 1989 | 2002 | 2010 | 2012 | 2013 | 2014 | 2015 |
| ---- | ---- | ---- | ---- | ---- | ---- | ---- |
| 600  | ↘586 | ↘513 | ↘501 | ↘475 | ↘473 | ↘456 |
| 2016 | 2017 | 2018 | 2019 | 2020 | 2021 |      |
| ↗465 | ↘463 | →463 | ↘455 | ↗465 | ↗468 |      |

Половой состав
По данным Всероссийской переписи населения 2010 года в гендерной структуре населения мужчины составляли 49,3 %, женщины — соответственно 50,7 %.
Национальный состав
Согласно результатам переписи 2002 года, в национальной структуре населения якуты составляли 83 % из 586 чел.

## Улицы
| - ул. Г. Колесникова, - ул. Е. Иванова, - ул. Кетердеех, - ул. Кэнчээри, | - ул. Кэскил, - ул. Лесная, - ул. О. Тихоновой, - ул. П. Черноградского, | - ул. Почтовая, - ул. Толоон, - ул. Центральная. |